# Арсеніди природні
Арсеніди природні — клас мінералів, сполуки металів (Fe, Ni, Co, Pt, Cu) з арсеном. 

## Загальний опис
Структури координаційні і острівні. Непрозорі. Блиск металічний. Характерний ізоморфізм Fe, Ni, Co. Зустрічаються в гідротермальних родовищах. Багато які природні арсеніди — руди кобальту, нікелю, платини.

## Приклади
- Альгодоніт Cu6As
- Домейкіт Cu3As
- Льолінгіт FeAs2
- Нікелін NiAs
- Рамельсбергіт NiAs2
- Сафлорит (Co,Fe)As2
- Скутерудит (Co,Ni)As3
- Спериліт PtAs2